# Delias paniaia
Delias paniaia is een vlindersoort uit de familie van de Pieridae (witjes), onderfamilie Pierinae.
Delias paniaia werd in 1992 beschreven door Schmitt.